# John Moors Cabot
John Moors Cabot (Cambridge, 11 de diciembre de 1901-Washington D. C., 24 de febrero de 1981) fue un diplomático estadounidense, que se desempeñó como embajador de los Estados Unidos ante cuatro países durante las presidencias de Dwight D. Eisenhower, John F. Kennedy y Lyndon B. Johnson. También se desempeñó como secretario de Estado adjunto para Asuntos Interamericanos.

## Biografía

### Primeros años, familia y educación
Nació en Cambridge (Massachusetts). Su padre fue Godfrey Lowell Cabot (1861–1962), fundador de Cabot Corporation y filántropo. Su madre fue María Moros Cabot. Dos de sus hermanos fueron Thomas Dudley Cabot (n. 1897), empresario y filántropo, y Eleanor Cabot, de la finca Eleanor Cabot Bradley.
Se graduó de Buckingham Browne & Nichols en 1919. Obtuvo un magna cum laude de la Universidad de Harvard en 1923, y un título en historia moderna de la Universidad de Oxford.

### Carrera
Se unió al servicio exterior de Estados Unidos en 1926. Gran parte de su carrera inicial se dedicó a América Latina. Su primer cargo fue como cónsul en Lima (Perú) en 1927. Durante los siguientes ocho años, se desempeñó en la República Dominicana, México y Brasil. Desde 1935 hasta 1939, sirvió primero en los Países Bajos y luego en Suecia. Entre 1939 y 1941, estuvo en Guatemala.
Durante gran parte de la Segunda Guerra Mundial, trabajó en el Departamento de Estado como jefe adjunto de la división de las Repúblicas Americanas y luego como jefe de la división de asuntos del Caribe y Centroamérica.
Fue enviado a Argentina después de la guerra y, luego, en 1947, fue nombrado consejero de la embajada de los Estados Unidos en Belgrado (Yugoslavia). Luego fue nombrado cónsul general de los Estados Unidos en Shanghái entre 1948 y 1949. Estaba en el cargo cuando las tropas comunistas tomaron la ciudad en mayo de 1949.
Fue embajador en Suecia entre 1954 y 1957, Colombia entre 1957 y 1959, Brasil entre 1959 y 1961, y Polonia entre 1962 y 1965, durante la presidencias de Eisenhower, Kennedy y Johnson. También se fue nominado como embajador en Pakistán durante un receso del Senado, pero no ocupó el cargo. Desde 1953 hasta 1954, también se desempeñó como secretario de Estado adjunto para Asuntos Interamericanos. Hay una transcripción de 27 páginas de una entrevista de Cabot, que discute la Alianza para el Progreso, la invasión de Bahía de Cochinos, la Guerra Fría, la política exterior y las relaciones internacionales durante la administración Kennedy, archivada en la Biblioteca y Museo Presidencial John F. Kennedy.
En diciembre de 1954, en su papel de embajador de los Estados Unidos en Suecia, asistió al banquete del Premio Nobel y leyó el discurso de aceptación del Premio Nobel de Literatura otorgado ese año a Ernest Hemingway que no estuvo presente debido a su mal estado de salud.
Como embajador en Brasil, sus campañas de relaciones públicas en nombre de las empresas estadounidenses enojaron a políticos y periodistas nacionalistas. El presidente brasileño Jânio Quadros reprendió públicamente a Cabot por cuestionar la política exterior de Brasil y su tolerancia a la revolución cubana. El presidente Kennedy retiró a Cabot del cargo en 1961.
Luego de su retiro del Departamento de Estado de los Estados Unidos, enseñó en la Escuela de Servicio Exterior Edmund A. Walsh de la Universidad de Georgetown y en la Escuela de Derecho y Diplomacia Fletcher.

## Publicaciones
- The Racial Conflict in Transylvania: A Discussion of the Conflicting Claims of Rumania and Hungary to Transylvania, the Banat, and the Eastern Section of the Hungarian Plain, 1926
- Toward Our Common American Destiny: Speeches and Interviews on Latin American Problems, 1954
- First line of defense: forty years' experiences of a career diplomat (Georgetown University, School of Foreign Service, 1979).